# Романчук Віталій Анатолійович
Віталій Анатолійович Романчук (14 січня 1986) — український футболіст, паралімпійський чемпіон.

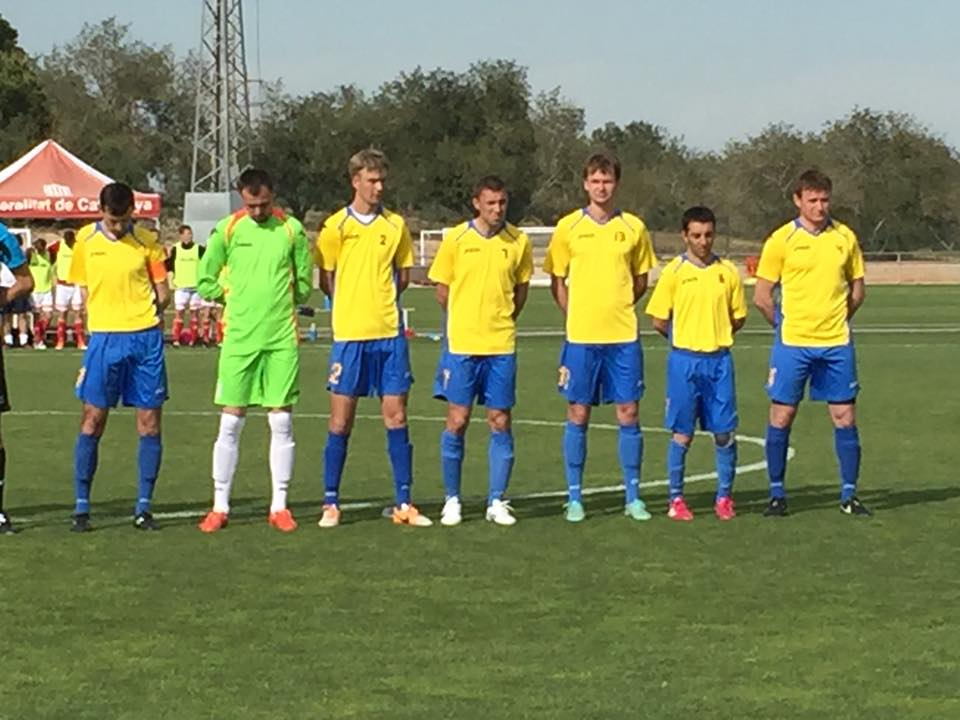
Збірна на препаралімпійському турнірі в Салоу у травні 2016 року: Антонюк, Симашко, Трушев, Романчук, Красильников, Каграманян і Дутко

Майстер спорту України міжнародного класу. Представляє Волинський регіональний центр «Інваспорт».
Посів І місце у командному заліку на Кубку світу 2013 та на Чемпіонаті Європи 2014 року. Виборов ІІ місце у командному заліку на Чемпіонаті світу 2015 року.

## Відзнаки та нагороди
- Орден «За заслуги» III ст. (4 жовтня 2016) — За досягнення високих спортивних результатів на XV літніх Паралімпійських іграх 2016 року в місті Ріо-де-Жанейро (Федеративна Республіка Бразилія), виявлені мужність, самовідданість та волю до перемоги, утвердження міжнародного авторитету України[1]